# Picramnia
Picramnia, rod tropskog drveća i grmova iz porodice Picramniaceae. Pripada mu četrdesetak vrsta raširenih Po Meksiku i Srednjoj i Južnoj Americi.
Rod je opisan 1788.; tipična vrsta je Picramnia antidesma Sw. iz Srednje Amerike i Velikih Antila

## Vrste
1. Picramnia andrade-limae Pirani
2. Picramnia antidesma Sw.
3. Picramnia apetala Tul.
4. Picramnia bahiensis Turcz.
5. Picramnia bullata W.W.Thomas
6. Picramnia campestris Rizzini & Occhioni
7. Picramnia caracasana Engl.
8. Picramnia ciliata Mart.
9. Picramnia coccinea W.W.Thomas
10. Picramnia deflexa W.W.Thomas
11. Picramnia dictyoneura (Urb.) Urb.
12. Picramnia dolichobotrya Diels
13. Picramnia elliptica Kuhlm. ex Pirani & W.W.Thomas
14. Picramnia emarginata Urb. & Ekman
15. Picramnia excelsa Kuhlm. ex Pirani
16. Picramnia ferrea Pirani & W.W.Thomas
17. Picramnia gardneri Planch.
18. Picramnia glazioviana Engl.
19. Picramnia gracilis Tul.
20. Picramnia grandifolia Engl.
21. Picramnia guerrerensis W.W.Thomas
22. Picramnia guianensis (Aubl.) Jans.-Jac.
23. Picramnia hirsuta W.W.Thomas
24. Picramnia juniniana J.F.Macbr.
25. Picramnia killipii J.F.Macbr.
26. Picramnia latifolia Tul.
27. Picramnia macrocarpa Urb. & Ekman
28. Picramnia magnifolia J.F.Macbr.
29. Picramnia matudae Lundell
30. Picramnia nuriensis Steyerm.
31. Picramnia oreadica Pirani
32. Picramnia parvifolia Engl.
33. Picramnia pentandra Sw.
34. Picramnia polyantha (Benth.) Planch.
35. Picramnia ramiflora Planch.
36. Picramnia reticulata Griseb.
37. Picramnia sellowii Planch.
38. Picramnia sphaerocarpa Planch.
39. Picramnia spruceana Engl.
40. Picramnia teapensis Tul.
41. Picramnia thomasii Gonz.-Martínez & J.Jiménez Ram.
42. Picramnia tumbesina Cornejo
43. Picramnia villosa Rusby
44. Picramnia xalapensis Planch.

## Sinonimi
- Brasiliastrum Lam.
- Gumillea Ruiz & Pav.
- Pseudo-brasilium Plum. ex Adans.
- Tariri Aubl.